# Булдачиха (Красносельський район)
Булдачиха (рос. Булдачиха) — присілок в Красносельському районі Костромської області Російської Федерації.
Населення становить 10 осіб. Входить до складу муніципального утворення Сидоровське сільське поселення.

## Історія
У 1936-1944 року населений пункт перебував у складі Ярославської області. Від 1944 належить до Костромської області.
Від 2007 року входить до складу муніципального утворення Сидоровське сільське поселення.

## Населення
| 2008 | 2010 | 2014 |
| ---- | ---- | ---- |
| 11   | →11  | ↘10  |